# 豆田敏典
豆田 敏典（まめた としのり、1969年 - ）は、日本の実業家。ラーメンチェーン「来来亭」の代表取締役社長。山口県出身。滋賀県野洲市在住。血液型B型。

## 来歴
- 1988年　山口県内の公立高校卒業後、京都産業大学経営学部入学。大学生活の傍ら夜間は居酒屋でアルバイトする。高校時代は新聞配達のアルバイト程度だった。
- 1990年　京都産業大学を中退、京都市内の焼肉店に就職し、以来2箇所の焼肉店で2年ずつ勤める。
- 1995年　京都老舗のラーメン店「第一旭」に転職し、ここからはラーメンの世界に転身する。
- 1997年3月、滋賀県野洲市のラーメン店「来来亭」に転職、同年6月に店舗を3,800万円で譲渡される。
- 2000年1月、結核で入院。7月、初の2号店を滋賀県日野町に開店。

以降、京阪神地域や和歌山県を除く近畿地方を中心に店舗を拡大、2000年代半ば頃には中国地方や中部地方・九州地方、2010年代に入ってからは関東地方にも出店させ現在に至る。